# Розенталь, Соломон Конрадович
Соломон Конрадович Розенталь (Шлоймэ Хонелевич Розенталь; бел. Саламон Конрадавіч Разенталь; 10 июля 1890, Вильно — 18 ноября 1955, Минск, БССР) — советский учёный-физиолог и дерматолог, доктор медицинских наук (1937), профессор, шахматист, мастер спорта (1934).

## Биография
Родился в Вильне, в семье Хонеля Гилелевича Розенталя и Анны Абрамовны Шабад. С 1918 года работал медиком. В 1921—1931 гг. жил в Минске. Победитель первых двух чемпионатов Белоруссии по шахматам. В республиканском чемпионате 1928 года он занял 4-е место, пропустив вперед К. А. Выгодчикова, А. Я. Моделя и В. И. Силича.
С 1931 г. жил в Ленинграде. В 1933 г. в турнире сильнейших ленинградских первокатегорников разделил 1—2 места с И. В. Зеком, а позже выиграл у него дополнительный матч. За это достижение ему было присвоено звание мастера спорта, которого он был лишен год спустя. После 1936 года не участвовал в официальных шахматных соревнованиях.
С. К. Розенталь — автор более 80 научных работ в области дерматологии. В 1942 г., будучи эвакуированным из Ленинграда, стал первым заведующим кафедрой дерматовенерологии Красноярского государственного медицинского института. В 1930—40-х гг. вместе с учениками разработал т. наз. жидкость Розенталя — средство для лечения ран, жирной себореи и алопеции. С 1949 г. С. К. Розенталь работал над применением люминесцентного анализа в дерматологии и в других областях медицины. Один из создателей аппаратуры для раннего люминесцентного распознавания микроспории (1949), разработал флуоресцентную методику определения адреналина в водных растворах и в крови (1950).

## Спортивные результаты
| Год  | Город     | Соревнование                                                   | + | − | = | Результат | Место |
| ---- | --------- | -------------------------------------------------------------- | - | - | - | --------- | ----- |
| 1910 | Гамбург   | 17-й конгресс Германского шахматного союза (побочный турнир)   |   |   |   |           | 6—7   |
| 1911 | Петербург | Всероссийский турнир любителей                                 |   |   |   | 13 из 21  | 4—5   |
| 1912 | Бреслау   | 18-й конгресс Германского шахматного союза (побочный турнир)   |   |   |   |           | 2—3   |
| 1924 | Минск     | Чемпионат Белорусской ССР                                      | 9 | 0 | 2 | 10 из 11  | 1     |
|      | Москва    | 3-й чемпионат СССР                                             | 2 | 9 | 6 | 5 из 17   | 15    |
| 1925 | Минск     | Чемпионат Белорусской ССР                                      | 8 | 1 | 2 | 9 из 11   | 1     |
| 1928 | Минск     | Чемпионат Белорусской ССР                                      | 8 | 3 | 2 | 9 из 13   | 4     |
| 1929 | Одесса    | 6-й чемпионат СССР (четвертьфинальный турнир, группа № 4)      | 3 | 2 | 3 | 4½ из 8   | 5     |
| 1933 | Ленинград | Турнир сильнейших шахматистов I категории                      |   |   |   |           | 1—2   |
| 1934 | Ленинград | Дополнительный матч с И. В. Зеком (на звание мастера)          |   |   |   | 7 : 3     |       |
|      | Ленинград | Турнир ленинградских мастеров                                  | 2 | 4 | 5 | 5½ из 13  | 9—10  |
| 1935 | Ленинград | Турнир 12-ти (А. А. Лилиенталь и 11 ленинградских шахматистов) | 3 | 3 | 5 | 5½ из 11  | 7—8   |
| 1936 | Москва    | Первенство ВЦСПС                                               |   |   |   |           | выбыл |